# Bitwa pod Lincoln
Bitwa pod Lincoln – starcie zbrojne, które miało miejsce 2 lutego 1141 r. W wyniku bitwy Stefan z Blois został pojmany, uwięziony i odsunięty od władzy. W tym czasie cesarzowa Matylda na krótki czas przejęła tron.

## Przyczyna
W 1120 roku Wilhelm Adelin, jedyny ślubny syn króla Anglii Henryka I, utonął wraz z rozbitym statkiem "White Ship". Matylda pozostała jedyną dziedziczką tronu. Król wymógł na dworze przysięgę, że będzie wspierać jego córkę, Matyldę, kiedy zostanie królową, ale zaledwie trzy tygodnie po śmierci Henryka jego siostrzeniec, Stefan z Blois zagarnął tron Anglii. Matylda, chcąc odzyskać koronę, wypowiedziała mu wojnę. Poparcia udzielili jej król Szkocji Dawid I i przyrodni brat cesarzowej, Robert, 1. hrabia Gloucester. Stefana popierała hierarchia kościelna, papież Innocenty II, arcybiskup Canterbury Aethelnoth i arcybiskup Yorku, Thurstan. Król Stefan pokłócił się z hrabią Chester, a ten sprzymierzył się z Robertem, który był jego teściem. Siły obu hrabiów połączyły się w styczniu 1141 r. w zamku Donington. 2 lutego 1141 r. Robert i Ranulph wydali królowi Stefanowi bitwę pod Lincoln.

## Opis bitwy
Siły króla Stefana z Blois przeprowadzały oblężenie zamku Lincoln, ale zostały zaatakowane przez wojska Matyldy przybywające z odsieczą, którymi dowodził Robert Gloucester, przyrodni brat Matyldy. Armia Andegawenów składała się z oddziałów Roberta, zarówno tych należących do hrabiego Chester i wydziedziczonych przez Stefana, drugie skrzydło stanowiły walijskie oddziały dowodzone przez Madoga ap Maredudda, lorda Powys i Cadwaladra ap Gruffydda. Cadwaladr był bratem Owaina Gwynedda, ale Owain nie wspierał żadnej strony konfliktu. Siły Stefana stanowiły wojska Williama z Ypres, Szymona II de Senlis, Gilberta z Hertford, Williama z Aumale, Alana Bretońskiego i Hugh Bigoda, ale wyraźnie brakowało im kawalerii.
Na początku bitwy wszyscy możni otaczający króla uciekli zostawiając go z pomniejszą szlachtą. Szlachcice schwytani razem z królem to: Baldwin Fitz Gilbert, Bernard de Balliol, Rogera de Mowbray, Richard de Courcy, William Peverel z Nottingham, Gilbert de Grant, Ingelram de Say, Ilbert de Lacy i Richard Fitz Urse.
Na lewym skrzydle William Aumale z Yorku i William Ypres szarżując zmiażdżyli oddziały walijskie, słabo uzbrojone, 'ale pełne ducha walki'. Król Stefan i jego rycerze zostali szybko otoczeni przez siły Andegawenów. Reszta oddziałów walczyła bez cienia nadziei na ucieczkę aż zostali zabici bądź poddali się. Baldwin fitz Richard i Richard fitz Urse otrzymawszy wiele ran i przez ich zdecydowany opór oraz uzyskanie nieśmiertelnej sławy zostali wzięci do niewoli.
Po zaciętej walce na ulicach miasta siły Stefana zostały pokonane. Stefan został złapany i uwięziony w Bristolu. Został później wymieniony za hrabiego Roberta z Gloucester. Matylda została pokonana we wrześniu tego roku w bitwie pod Winchesterem, tracąc przewagę w wojnie ze Stefanem.